# Julie M.
Julie M. est une bédéiste française, née le 26 mars 1975.

## Biographie
Julie M. est diplômée de l’École des Beaux-Arts d’Angoulême. Elle se fait connaitre en travaillant avec le scénariste Jean-Louis Fonteneau chez l'éditeur Delcourt et en assurant les dessins sur l'album Baleines au bal paru en 2004. Au sein du collectif Café Creed, elle publie dans « Choco-Creed » de 2004 à 2009.

## Œuvres

### Bandes dessinées
- Mille et une bêtes [3], Scutella éditions, 2009
- Monakini Island, éditions Café Creed, 1999
- Les Mondes de Léa, scénario de Jean-Louis Fonteneau, Delcourt, collection Jeunesse
  1. Baleines au bal[4],[5],[6], 2004
- Naturellement, éditions Belloloco 
  1. Tome 001 2014
  2. Tome 002 2015
  3. Tome 003 2016
  4. Tome 004 2017
  5. Tome 005 2018
  6. Tome 006 2019
  7. Tome 007 2020
- Trou de la zone (Le)[7],[8], Akileos, 2016

### Participation à des collectifs BD
- Choco Creed, éditions Café Creed
  1. Spécial Science-Fiction 2002
  2. Spécial Horreur 2003
  3. Spécial Tendresse 2004
  4. Spécial Nature 2005
  5. Spécial Mystère 2006
  6. Spécial L’Origine du Monde 2007
  7. Spécial Histoire et nourriture 2009
- Ginkgo, petites histoires pour la nature, éditions Café Creed, 2008